# Herderstasje (geslacht)
Herderstasje (Capsella) is een geslacht van kruidachtige planten uit de kruisbloemenfamilie (Brassicacea). De botanische naam Capsella is afgeleid van het Latijnse 'capsa' = tas 

## Taxonomie
In België en Nederland komt van nature voor het herderstasje (Capsella bursa-pastoris) en in Wallonië ook nog het rood herderstasje (Capsella rubella). In Nederland komt het rood herderstasje als verwilderd voor. Buiten België en Nederland komen er soorten uit dit geslacht voor in de gematigde en subtropische delen van de Oude Wereld. Buiten de Oude Wereld komt er ook een soort voor in Centraal-Mexico en op het eiland Tasmanië.

## Soorten
- Capsella bursa-pastoris (L.) Medik. - Herderstasje
- Capsella grandiflora (Fauché & Chaub.) Boiss.
- Capsella lycia Stapf
- Capsella mexicana Hemsl.
- Capsella orientalis Klokov
- Capsella rubella Reut. - Rood herderstasje
- Capsella tasmanica (Hook.) F.Muell.

## Hybriden
- Capsella × gracilis Gren.

... · 
Alliaria · 
Alyssum (Schildzaad) · 
Arabidopsis · 
Arabis (Scheefkelk) · 
Armoracia · 
Aubrieta · 
Barbarea (Barbarakruid) · 
Berteroa · 
Brassica (Kool) · 
Braya · 
Bunias (Hardvrucht) · 
Cakile · 
Calepina · 
Camelina · 
Capsella (Herderstasje) · 
Cardamine (Veldkers) · 
Cochlearia (Lepelblad) · 
Coincya · 
Conringia · 
Coronopus (Varkenskers) · 
Crambe (Bolletjeskool) · 
Descurainia · 
Diplotaxis (Zandkool) · 
Draba · 
Erophila · 
Eruca · 
Erucastrum · 
Eutrema  · 
Erysimum (Steenraket) · 
Heliophila · 
Hesperis · 
Hirschfeldia · 
Hormathophilla · 
Hornungia · 
Iberis (Scheefbloem) · 
Isatis · 
Lepidium (Kruidkers) · 
Lobularia · 
Lunaria (Judaspenning) · 
Malcolmia · 
Matthiola · 
Neslia · 
Physaria · 
Pringlea · 
Ptilotrichum · 
Raphanus (Radijs) · 
Rapistrum · 
Rorippa (Waterkers) · 
Schouwia · 
Selenia · 
Sinapidendron · 
Sinapis · 
Sisymbrium (Raket) · 
Subularia · 
Teesdalia · 
Thlaspi (Boerenkers) · 
...